# Arturo Carlo Jemolo
Arturo Carlo Jemolo (né le 17 janvier 1891 à Rome et mort le 12 mai 1981  dans la même ville) est un juriste et historien italien.

## Biographie
Arturo Carlo Jemolo obtient le prix Viareggio en 1949 pour Stato e Chiesa in Italia negli ultimi cento anni.

## Œuvres traduites en français
- L'Église et l'État en Italie : du Risorgimento à nos jours [« Chiesa e Stato in Italia dal Risorgimento ad oggi »], trad. de Madeleine et Robert Juffé], 286 p., Paris, Éditions du Seuil, coll. « Esprit. La Cité prochaine », 1960 (BNF 33056514)[1]